# Phyla tethys
Phyla tethys é uma espécie de insetos coleópteros pertencente à família Carabidae.
A autoridade científica da espécie é Netolitzky, tendo sido descrita no ano de 1926.
Trata-se de uma espécie presente no território português.